# جيمس (كارولاينا الشمالية)
جيمس (بالإنجليزية: James City CDP, North Carolina)‏ هي مدينة تقع بولاية كارولاينا الشمالية في الولايات المتحدة. تبلغ مساحتها 35.9 كم2، وترتفع عن سطح البحر 4 م، بلغ عدد سكانها 5,899 نسمة في عام 2010 حسب إحصاء مكتب تعداد الولايات المتحدة وتصل الكثافة السكانية فيها 164.3 نسمة لكل كيلومتر مربع (425.5/ميل2).

## التركيبة السكانية
حدّد مكتب تعداد الولايات المتحدة بيانات التركيبة السكانية لجيمس في تعداد الولايات المتحدة. في ما يلي، التركيبة السكانية حسب تعدادي 2000 و2010.

### تعداد عام 2000
بلغ عدد سكان جيمس 5,420 نسمة بحسب تعداد عام 2000، وبلغ عدد الأسر 2,184 أسرة وعدد العائلات 1,532 عائلة مقيمة في المدينة. في حين سجلت الكثافة السكانية 151 نسمة لكل كيلومتر مربع (391.1/ميل2). وبلغ عدد الوحدات السكنية 2,397 وحدة بمتوسط كثافة قدره 66.8 لكل كيلومتر مربع (173.0/ميل2).
وتوزع التركيب العرقي للمدينة بنسبة 78.91% من البيض و18.14% من الأمريكيين الأفارقة و0.24% من الأمريكيين الأصليين و0.48% من الأمريكيين ذوي الأصول الآسيوية و0.02% من سكان جزر المحيط الهادئ و1.03% من الأعراق الأخرى و1.18% من عرقين مختلطين أو أكثر و1.96% من الهسبانيون أو اللاتينيون من أي عرق.
بلغ عدد الأسر 2,184 أسرة كانت نسبة 34.8% منها لديها أطفال تحت سن الثامنة عشر تعيش معهم، وبلغت نسبة الأزواج القاطنين مع بعضهم البعض 54.8% من أصل المجموع الكلي للأسر، ونسبة 12% من الأسر كان لديها معيلات من الإناث دون وجود شريك،  بينما كانت نسبة 3.4% من الأسر لديها معيلون من الذكور دون وجود شريكة وكانت نسبة 29.9% من غير العائلات. تألفت نسبة 25.1% من أصل جميع الأسر من عدة أفراد يعيشون في نفس المنزل ونسبة 8.1% كانت تتألف من شخص يعيش بمفرده يبلغ من العمر 65 عاماً أو أكثر. وبلغ متوسط حجم الأسرة المعيشية 2.44، أما متوسط حجم العائلات فبلغ 2.90.
بلغ العمر الوسطي للسكان 38.2 عاماً. وكانت نسبة 24.5% من القاطنين تحت سن الثامنة عشر، وكانت نسبة 7.9% بين الثامنة عشر والرابعة والعشرين عاماً، ونسبة 29.6% كانت واقعةً في الفئة العمرية ما بين الخامسة والعشرين والرابعة والأربعين عاماً، ونسبة 23.3% كانت ما بين الخامسة والأربعين والرابعة والستين، ونسبة 12.9% كانت ضمن فئة الخامسة والستين عاماً فما فوق. يوجد لكل 100 أنثى 95.5 ذكر، ويوجد لكل 100 أنثى في الثامنة عشر من عمرها فما فوق 91.8 ذكر.
بلغ متوسط دخل الأسرة في المدينة 36,490 دولارًا، أما متوسط دخل العائلة فبلغ 45,410 دولارًا. وكان متوسط دخل الذكور 31,021 دولارًا مقابل 21,859 دولارًا للإناث. وسجل دخل الفرد الخاص بالمدينة 18,635 دولارًا. وكانت نسبة 9.6% من العائلات ونسبة 13.5% من السكان تحت خط الفقر، وكان من هؤلاء نسبة 22.7% تحت سن الثامنة عشر ونسبة 11.2% في الخامسة والستين من العمر وما فوق.

### تعداد عام 2010
بلغ عدد سكان جيمس 5,899 نسمة بحسب تعداد عام 2010، وبلغ عدد الأسر 2,367 أسرة وعدد العائلات 1,624 عائلة مقيمة في المدينة. في حين سجلت الكثافة السكانية 164.3 نسمة لكل كيلومتر مربع (425.5/ميل2). وبلغ عدد الوحدات السكنية 2,636 وحدة بمتوسط كثافة قدره 73.4 لكل كيلومتر مربع (190.1/ميل2).
وتوزع التركيب العرقي للمدينة بنسبة 79.86% من البيض و13.49% من الأمريكيين الأفارقة و0.36% من الأمريكيين الأصليين و1.08% من الأمريكيين ذوي الأصول الآسيوية و0.07% من سكان جزر المحيط الهادئ و2.71% من الأعراق الأخرى و2.42% من عرقين مختلطين أو أكثر و5.88% من الهسبانيون أو اللاتينيون من أي عرق.
بلغ عدد الأسر 2,367 أسرة كانت نسبة 32.1% منها لديها أطفال تحت سن الثامنة عشر تعيش معهم، وبلغت نسبة الأزواج القاطنين مع بعضهم البعض 51.1% من أصل المجموع الكلي للأسر، ونسبة 12.8% من الأسر كان لديها معيلات من الإناث دون وجود شريك،  بينما كانت نسبة 4.7% من الأسر لديها معيلون من الذكور دون وجود شريكة وكانت نسبة 31.4% من غير العائلات. تألفت نسبة 26% من أصل جميع الأسر من عدة أفراد يعيشون في نفس المنزل ونسبة 9.9% كانت تتألف من شخص يعيش بمفرده يبلغ من العمر 65 عاماً أو أكثر. وبلغ متوسط حجم الأسرة المعيشية 2.42، أما متوسط حجم العائلات فبلغ 2.89.
بلغ العمر الوسطي للسكان 40.6 عاماً. وكانت نسبة 22.3% من القاطنين تحت سن الثامنة عشر، وكانت نسبة 7.7% بين الثامنة عشر والرابعة والعشرين عاماً، ونسبة 25.3% كانت واقعةً في الفئة العمرية ما بين الخامسة والعشرين والرابعة والأربعين عاماً، ونسبة 28.2% كانت ما بين الخامسة والأربعين والرابعة والستين، ونسبة 16.5% كانت ضمن فئة الخامسة والستين عاماً فما فوق. وتوزع التركيب الجنسي للسكان بنسبة 49.2% ذكور و50.8% إناث.